# Filofax – Ich bin du und du bist nichts
Filofax – Ich bin du und du bist nichts (Originaltitel: Taking Care of Business) ist eine US-amerikanische Filmkomödie aus dem Jahr 1990. Regie führte Arthur Hiller, das Drehbuch schrieben Jill Mazursky und J. J. Abrams.

## Handlung
Der wegen Autodiebstahls einsitzende Häftling Jimmy Dworski gewinnt in einer Quiz-Sendung im Radio Eintrittskarten für das Baseballendspiel. Er flieht zwei Tage vor seiner Entlassung aus dem Gefängnis, um sich das Spiel anzuschauen, da er trotz der besonderen Umstände keinen Freigang bewilligt bekommt. Unterwegs findet er den Terminkalender, ein Ringbuch der Marke Filofax, von Spencer Barnes, einem hochrangigen Angestellten der Werbebranche. Barnes wurde von seiner Firma auf Geschäftsreise geschickt und hatte sich deshalb mit seiner Frau gestritten, da ein gemeinsamer Urlaub geplant war. Er soll einen Werbeetat für 'High Quality Foods' einwerben, deren japanischen Vorstand Mr. Sakamoto und die amerikanische Geschäftsführerin Diane Connors er kennenlernen und überzeugen soll. Am Zielflughafen angekommen, verliert er aus Hektik den Filofax, weil sein Koffer auf dem Flug verloren wurde und er den Fahrer, der ihn am Flughafen abholen sollte, nur zufällig trifft. Während des Fluges traf er eine alte Bekannte, Debbie Lipton, aus der Schule wieder.
Im Kalender findet Dworski, während Barnes in der gestellten Limousine feststellt, dass der Filofax abhandengekommen ist, ein Belohnungsversprechen für einen ehrlichen Finder. An der angegebenen Adresse angekommen, stellt Dworski jedoch fest, dass niemand zugegen ist, denn Barnes läuft zurück zum Flughafen, um den Filofax zu holen. Schließlich entdeckt Dworski in dem Kalender den Schlüssel und die Anweisungen für die Alarmanlage des Hauses, das dem Firmeninhaber Walter Bentley gehört und in dem Spencer Barnes auf seiner Geschäftsreise untergebracht sein sollte. Dworski öffnet damit das Haus und wird durch seine Anwesenheit dort für Spencer Barnes gehalten. Er nimmt ohne Dementi verschiedene geschäftliche Termine wahr, während der echte Barnes ohne seinen Kalender erhebliche Probleme im Alltag hat, da sämtliche Kontaktdaten und Unterlagen für die Reise in seinem Terminkalender standen. In seiner Rolle als Barnes stößt Dworski die Geschäftspartner von Barnes durch seine offene Art sowohl vor den Kopf, hinterlässt aber auch teils bleibenden Eindruck. Er lernt Jewel, die Tochter von Walter Bentley kennen, mit der er ein Verhältnis beginnt. Er bittet sie, ihn auf das Baseballspiel zu begleiten. Barnes gelingt es unterdessen nicht, zum Haus zu finden; außerdem wird er beraubt, und das einzige, was ihm bleibt, ist die Telefonnummer von Debbie Lipton. Von dieser erhält er immer wieder Unterstützung, und sie zeigt ein persönliches Interesse an ihm. Alle Versuche, die Termine selber einzuhalten, scheitern. Die Annäherungsversuche von Lipton weist Barnes mehrfach ab, so dass Lipton ihn schließlich hinauswirft und er sich zu Fuß zum weit entfernten Anwesen des Managers macht.
Am nächsten Morgen treffen sich dort Dworski und Barnes. Nach einer Schlägerei zwischen den beiden versucht Barnes die Geschäftspartner aufzusuchen, um die Verwechslung aufzuklären. Dabei wird ihm jedoch die von Dworski gestiftete Verwirrung zum Verhängnis. Er wird von Bentley entlassen, kündigt aus Verzweiflung zeitgleich aber auch selbst. Dworski, der sich nun verantwortlich fühlt, lässt seine Verabredung mit Jewel sausen, um Barnes aufzuheitern und geht mit diesem zum Endspiel. Währenddessen ist Spencer Barnes Frau Elizabeth an Walter Bentleys Haus angekommen. Dort lernt sie Jewel kennen, und die beiden erkennen, dass sie unterschiedliche Spencer Barnes meinen, und sich somit doch keine Frau/Geliebte Situation ergeben hat. Nach dem Endspiel kommt Dworski der Gedanke, dass er nun auch wieder in das Gefängnis hinein muss, um rechtzeitig entlassen werden zu können. Mit der Hilfe von Barnes und Debbie Lipton verkleidet er sich als Frau und gibt sich dem Gefängnispersonal gegenüber als seine Mutter aus. Diese List gelingt, und er wird freigelassen, da er seine Haftstrafe abgesessen hat. Am Ende des Films werden die beiden vom japanischen Auftraggeber, Mr. Sakamoto, als Team für High Quality Food als neue Geschäftsführung für Amerika engagiert.

## Kritiken
Die Zeitschrift prisma schrieb, „die ausgelassene Komödie […] die heute allerdings ein wenig überholt daher kommt, karikiert mit Wonne die Welt der Yuppies, zu deren Statussymbolen der modische Terminplaner seinerzeit gehörte“.
Die Redaktion von Film-Dienst schrieb, der Film biete eine „weitgehend unoriginelle Geschichte einer "unmöglichen Freundschaft", die neben einigen schauspielerischen Kabinettstückchen wenig Interessantes und Unterhaltendes zu bieten“ habe.
Das Magazin Blickpunkt:Film lobte die „wilde Verwechslungskomödie“, die „in der Tradition aberwitziger Buddy-Movies“ inszeniert sei. Hervorgehoben wurden die Schauspieler als ein „hervorragendes Ensemble“, „vor allem James Belushi („Red Heat“), der sich in ebenso großer Spiellaune wie in Mein Partner mit der kalten Schnauze zeigt“.

## Hintergründe
Der Film wurde in Los Angeles, in Beverly Hills und in Anaheim gedreht. Er spielte in den Kinos der USA ca. 20 Millionen US-Dollar ein.
Filofax startete am 23. Mai 1991 in den deutschen Kinos.